# 空山基
空山 基（そらやま はじめ、1947年〈昭和22年〉2月22日 -　）は、日本のイラストレーター。愛媛県今治市出身。

## 来歴
愛媛県立今治北高等学校を経て、1965年（昭和40年）、四国学院大学文学部英文科に入学する。大学時代は英文学とギリシア文学について学ぶ。1967年（昭和42年）には、美術を学ぶために中央美術学園に入学。1969年（昭和44年）に学校を卒業し、広告代理店に就職。1971年（昭和46年）にフリーランスのイラストレーターとして独立した。以後、エロティックかつメタリックな質感およびメカニカルな造形で女性を描いたイラストレーションは、世界的に高く評価されている。また、ソニーが開発したエンタテインメントロボットである「AIBO」のデザインも手がけた。

## 書籍
- ピンクジャーナル  Pink Journal (1967)
- セクシーロボット  Sexy Robot (1983, Genko-sha)
- ピンナップ  Pin-up (1984, Graphic-sha)
- 金星オデッセイ  Venus Odyssey (1985, Ed. Tokuma communications)
- 空山 基 Hajime Sorayama (1989, Taco, Berlín)
- 空山  ハイパーイラストレーション  Sorayama Hyper Illustrations (1 & 2) (1989, Bijutsu Shuppan-sha)
- The Gynoids (1993, Edition Treville)
- ナガ  Naga (1997, Sakuhin-sha)
- Torquere (1998, Sakuhin-sha)
- 空山  Sorayama 1964-99. The Complete Works (1999, Sakuhin-sha)
- ギニョイド  The Gynoids genetically manipulated (2000, Edition Treville)
- 生まれ変わる  ギニョイド  Gynoids reborn (2000, Edition Treville)
- Sorayamart (2000, Ed. Soleil)
- Moira (2000, Edition Kunst der Comics)
- Metallicon (2001, Sakuhin-sha)
- The Gynoids. The Storage Box (2002, Edition Treville)
- ヴェノム  Venom (2002, Graphic-sha)
- Latex Galatea (2003, Editions Treville)
- Relativision (2006)[7][8]
- マスターワークス  "Sorayama's Master Works", (late spring 2010 release on sorayama.net)
- ヴィクセンズ  "Vibrant Vixens", (late spring 2013 release on sorayama.net)
- XL マスターワークス"XL Masterworks", (2014 release on sorayama.net)
- 『空山基作品集 セクシーロボット・ギガンテス』 玄光社、2015年、ISBN 9784768305966
- SORAYAMA - Book Launch (2016, HIOSHINA)
- SORAYAMA  (2020, 作品社)

## 関連作品
- ザ・ヒューマノイド 哀の惑星レザリア - 1986年のアニメーション作品。主役の女性型ヒューマノイドは空山のデザインをアニメ用にリファインしたもの。これ以前から彼は新聞広告に女性アンドロイドのデザインを使っていた。

- キューティーハニー - 永井豪の原作漫画が文庫化（扶桑社、1995年、全2巻）された際に表紙イラストを描いた。後にこのイラストを立体化したフィギュアがボークスによって製作・販売された。
- スペース・トラッカー - 1997年のSF映画。メカニカルデザインを担当。

- AIBO - ソニーが開発したエンタテインメントロボット。デザイン原画を担当。
- エアロスミス『ジャスト・プッシュ・プレイ』 - 2001年にリリースされたアルバム。「Sexy Robot #22」がジャケットとして使用された。